# Nicholas Scott
Nicholas Paul Scott (5 août 1933 - 6 janvier 2005) est un homme politique du Parti conservateur britannique.

## Jeunesse
Scott est né à Edmonton, Middlesex, de Percival John Scott, un agent de la police métropolitaine, et de sa femme, Teresa Mary Murphy, qui est catholique irlandaise.
Comparé à la plupart des jeunes conservateurs de la génération de Scott qui ont par la suite fait leur entrée au Cabinet, il s'est démarqué, car il n'est pas allé à Oxbridge. Son éducation est modeste: à l'école primaire de St Andrew à Streatham, au Clapham College, puis à temps partiel au City of London College et au City Literary Institute. De là, il occupe des emplois modestes en tant que vendeur, dirigeant ou directeur, d'abord chez Shell, puis dans l'imprimerie. Il devient l'une des stars de la génération d'après-guerre des jeunes conservateurs libéraux pro-européens et est président du groupe de réforme conservateur.

## Carrière politique

### 1956-1970
Scott commence sa carrière politique en tant que conseiller au Holborn Borough Council de 1956 à 1959 et de 1962 à 1965.
Il se présente à Islington South West aux élections générales de 1959 et aux élections de 1964.
Il est nommé président national des Jeunes conservateurs en 1963. Il entre à la Chambre des communes à sa troisième tentative, aux élections générales de 1966 comme député de la circonscription de Paddington Sud, battant Conrad Russell du Parti travailliste.
Scott devient rapidement l'un des chefs de file des députés conservateurs libéraux, dénonçant la discrimination des étudiants étrangers et exigeant plus d'éducation maternelle. En 1968, lorsque le ministre de l'Intérieur travailliste, James Callaghan propose des limites d'immigration à l'entrée des Asiatiques d'Afrique de l'Est avec des passeports britanniques, Scott va à contre-courant et refuse de rejoindre le gouvernement conservateur de l'ombre pour soutenir les limites. Il est l'un des tout premiers députés conservateurs à dénoncer le discours anti-immigration d'Enoch Powell en 1968.

### 1970-1975
Scott est un protégé de Iain Macleod qui en fait son secrétaire privé parlementaire à peine un mois avant la mort de Macleod en 1970. Avec l'avènement du gouvernement Heath, Scott est resté fidèle à ses principes en s'opposant à la vente d'armes à l'Afrique du Sud de l'apartheid.
Lorsque son siège est aboli après des changements de limites pour les élections de février 1974, il se présente pour le nouveau siège de Paddington, mais perd face au député sortant de Paddington North, Arthur Latham.
Peu de temps après avoir perdu son siège parlementaire en 1974, le magazine Time choisit Nicholas Scott comme l'un de ses 150 «futurs dirigeants mondiaux». En octobre 1974, Marcus Worsley, député du siège conservateur de Chelsea, décide de prendre sa retraite. Scott est choisi comme nouveau candidat conservateur et aux élections générales d'octobre 1974, il est élu avec plus de 60% des voix. Il prend immédiatement place sur le banc avant de l'opposition alors qu'Edward Heath le nomme porte-parole sur le logement.

### 1975-1987
Les perspectives de Scott se réduisent lorsque Margaret Thatcher prend la direction du Parti conservateur. Thatcher est partisan d'un conservatisme «plus dur» et moins libéral. Scott se voit offrir un poste plus subalterne, il refuse et devient un point de ralliement pour les " wets" au sein du parti. Il ne fait pas grand-chose pour apaiser Thatcher, s'opposant à l'envoi d'équipes sportives en Afrique du Sud, il est également un partisan de la représentation proportionnelle et s'abstient sur les nouvelles restrictions d'immigration.
La défense des causes libérales par Scott conduit le travailliste Richard Crossman à le décrire comme «le conservateur le plus libéral de tous». Cependant, lorsque Roy Jenkins essaye de l'enrôler pour le SDP nouvellement formé en 1981, Scott reste fidèle au parti conservateur et refuse l'invitation.
Il est nommé conseiller privé en 1989. Conservateur modéré, il s'est battu pour repousser les plans plus radicaux de Margaret Thatcher et est l'hôte initial de «Nick's Diner», où les «Wets» se défoulait contre Thatcher.
En 1981, lorsque James Prior, considéré comme un chef des conservateurs «Wets», est transféré en Irlande du Nord par Thatcher, Scott le rejoint en tant que ministre subalterne. Scott prend en charge très rapidement les prisons sous le feu des tirs lors d'une évasion massive de la prison de Maze et est appelé à démissionner. Prior est à ses côtés, déclarant que si Scott est forcé de démissionner, il partirait aussi. Scott est ensuite nommé ministre d'État.
Scott croit fermement au partage du pouvoir en Irlande du Nord. Une position qui le rend profondément impopulaire auprès de l'élément loyaliste en Irlande du Nord, beaucoup estiment qu'il a une plus grande sympathie pour une Irlande unie qu'il ne le laisse croire. Il est un fervent partisan de l'accord anglo-irlandais et est tenu en haute estime par le gouvernement de Dublin et par le SDLP.

### 1987-1997
En 1987, Scott est transféré au ministère de la Santé et de la Sécurité sociale, et devient rapidement ministre des personnes handicapées. L'autonomie qu'il a eue en Irlande du Nord loin de Thatcher ne dure pas. Scott ne cache pas son inquiétude face à certaines des réformes qu'il est forcé de faire. Pendant sa période en tant que ministre des personnes handicapées, il est attaqué par de nombreux militants, dont sa propre fille, une militante pour les personnes handicapées, alors qu'au nom du gouvernement, il "dénonce"' le projet de loi sur les droits civils (personnes handicapées), un projet de loi d'initiative parlementaire qui vise à interdire la discrimination fondée sur le handicap. Il est remplacé à ce poste par William Hague. Nommé membre de l'Ordre de l'Empire britannique (MBE) en 1964, il est fait chevalier dans le même ordre en 1995.
Scott reste député de Chelsea jusqu'à ce que le siège soit aboli aux élections générales de 1997. Il est initialement sélectionné comme candidat conservateur pour la nouvelle circonscription de Kensington et Chelsea, mais est désélectionné après que des allégations d'alcoolisme aient fait surface à la suite d'un incident au cours duquel il est retrouvé évanoui dans une gouttière lors de la conférence du parti à Bournemouth.

## Cricket
Loin de la politique, Scott est un joueur de cricket passionné et largement considéré comme un batteur d'ouverture talentueux. Il joue dans un certain nombre de clubs au cours de sa carrière, notamment le MCC, Free Foresters et l'équipe de cricket Lords and Commons. Malgré son manque de pratique, dû à sa carrière politique, sa moyenne au bâton est impressionnante, au cours d'une carrière de 16 ans pour les Lords and Commons, il marque plus de 2000 points, et en 1972 affiche une moyenne de 238 points .

## Vie privée
Il se marie deux fois. Son premier mariage avec Elizabeth Robinson, avec qui il a son fils, Christopher, et ses deux filles Victoria et Kirsty, se termine par un divorce.
Il se remarie à Cecilia Ann Tapsell, fille de Bladen Hawke, 9e baron Hawke, et a un autre fils et fille Patrick (Paddy) et Amber.